# Infarkt myokardu
Infarkt myokardu (opouštěné výrazy srdeční mrtvice, srdeční záhať) je náhlé přerušení krevního zásobování srdeční svaloviny. Dochází k němu uzávěrem srdeční (koronární) tepny – nejčastěji vznikem krevní sraženiny v zúženém místě. Krevní sraženina (trombus) nasedá na místo poškozené  ukládáním tuků do stěny tepny. Dochází k vzniku aterosklerotického plátu, a jeho provalením stěnou je porušena protisrážlivá ochrana povrchu tepny. Aterosklerotický plát vzniká dlouhodobým ukládáním tukových látek do stěny cévy, podkladem je tedy onemocnění tepen – ateroskleróza. Základní ovlivnitelná rizika aterosklerózy jsou kouření, nadváha a nedostatek pohybu.
Méně častou příčinou může být vmetek krevní sraženiny, která vznikla v jiném místě cévního řečiště, céva může být uzavřena také vzduchovou bublinkou (příhody při potápění).
Následek uzávěru koronární tepny může být zástava oběhu (náhlá srdeční smrt) vznikem arytmie. Buňky srdečního svalu postupně odumírají. Pokud není krevní proud v postižené tepně obnoven do 2 hodin, dochází k nevratnému poškození postižené části srdce. Obnovení průtoku krve i po delší době může zlepšit budoucí funkci srdce. Z těchto důvodů je nutné při podezření na infarkt (bolestech na hrudi) vždy volat zdravotnickou záchrannou službu. Odumírající buňky lze zachránit včasným otevřením ucpané cévy, nebo operačním přemostěním ucpaného místa (tzv. bypass).
Infarkt myokardu se vyskytuje více u mužů než u žen. Nejvíce ohroženi jsou muži nad 40 let a ženy nad 50 let. Toto onemocnění se však nevyhýbá také mladším lidem, kteří mají nadměrnou srážlivost krve, genetické dispozice či špatnou životosprávu.

## Postup vzniku infarktu

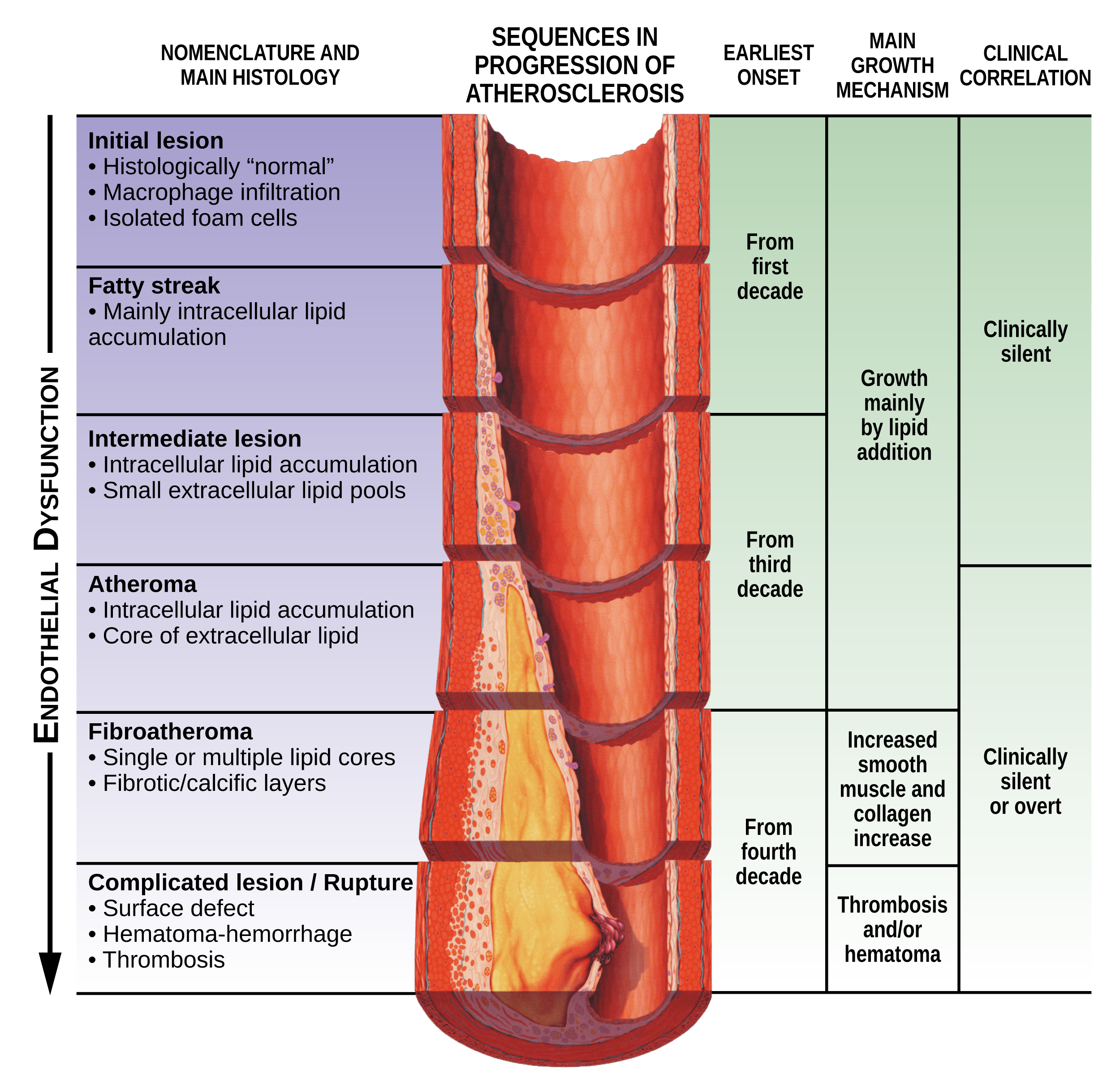
Postupný rozvoj ucpání tepny

Základní příčinou je ukládání cholesterolu do stěny tepny. Postupné zvětšování tukového plátu zužuje její průsvit. To může působit námahové potíže nazývané angina pectoris. V jednom okamžiku se začne tvořit krevní sraženina, nasedávající na tukové hmoty, aktivující krevní destičky. Tento okamžik nastává nejčastěji v klidu, často ve spánku. Jiné vyvolávající momenty, jako vystavení stresu, chladu, fyzická zátěž nebo změna počasí jsou málo časté.

## Příznaky

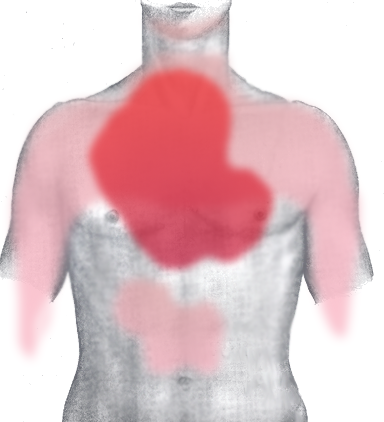
Tmavě typická lokalizace bolesti, světle méně časté lokalizace

- déletrvající (přes 10 minut) tlaková krutá svíravá bolest v oblasti srdce a hrudní kosti
- bolest neustupuje a je stále silná v jakýchkoli polohách
- typické je vystřelování bolesti do ramene, krku a levé ruky a lopatky
- nadměrné pocení
- úzkost a dušnost
- mohou se také objevit bolesti zad, břicha a čelisti
- většinou se bolest dostavuje náhle, často v klidu nebo ve spánku
- bolesti břicha pod dolním koncem hrudní kosti, pocit na zvracení a zvracení (typické pro spodní infarkt)

### Diferenciální diagnostika
Bolest na hrudi je přibližně ve třetině případů způsobována infarktem či příbuzným srdečním onemocněním (31 %). U dospělých jsou další dvě třetiny způsobovány poruchami trávicí soustavy (42 %) a kloubními a svalovými problémy (tzv. „od páteře“, 28 %). Malá část bolestí na hrudi je způsobena záněty, nádory a poškozením aorty.

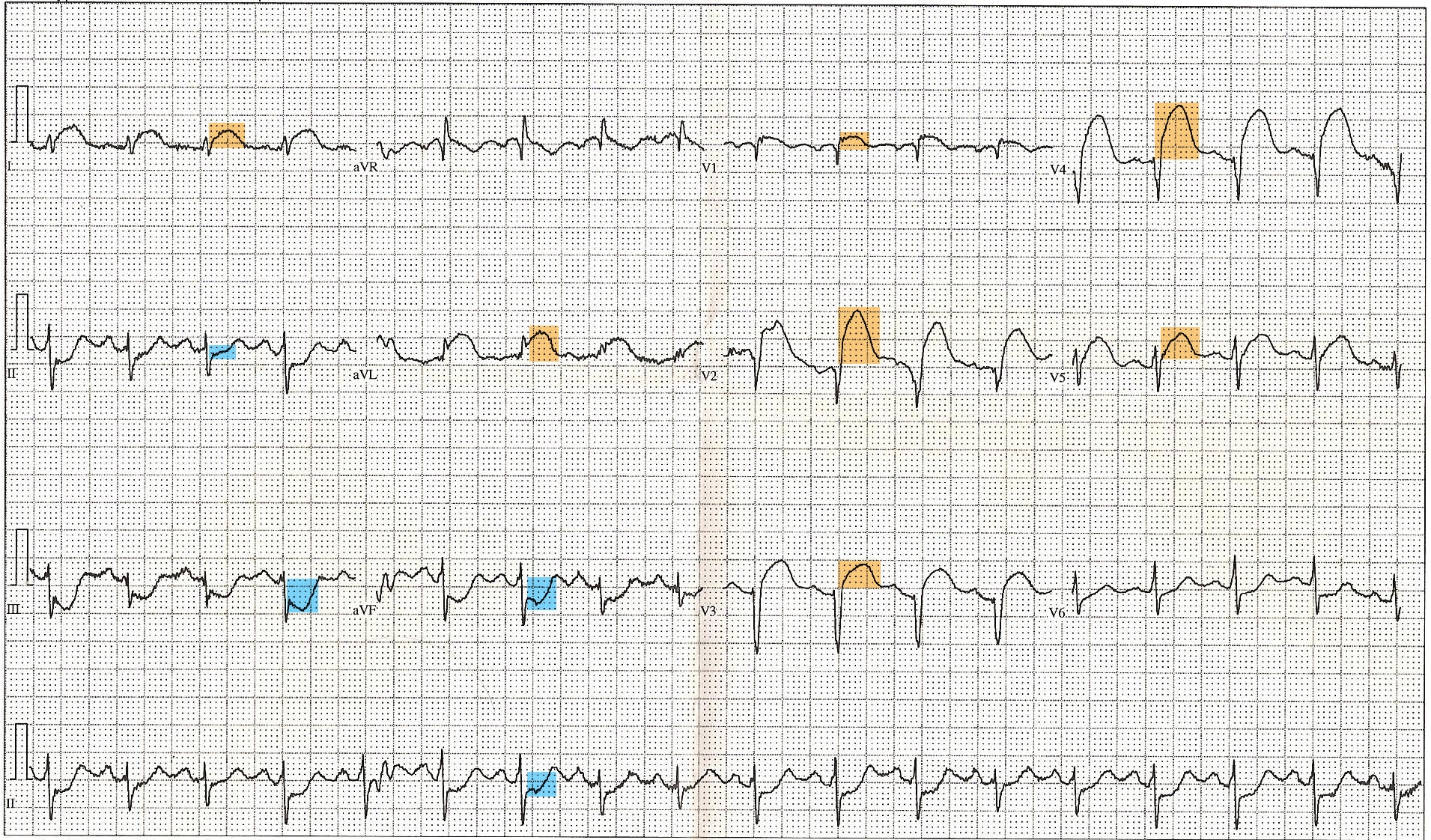
EKG příznaky – ST elevace žlutě, ST deprese modře

V diagnostice se nejčastěji používá elektrokardiogram (EKG),  laboratorní diagnostika troponinů a/nebo echokardiografie – vyšetření srdce ultrazvukem. Dále se případně používají zátěžové testy, při nejasných případech přímo koronarografie (rentgenové vyšetření věnčitých tepen) 
Tradičním diagnostickým nástrojem je elektrický záznam srdeční činnosti – elektrokardiografie. Příznakem je zejména změna úseku mezi vlnami S a T. ST úsek může být posunut vzhůru (elevace), nebo dolů (deprese). Původní striktní dělení infarktu na STEMI (elevace ST úseku na EKG) a NSTEMI (ST elevace nejsou znatelné) je v současnosti zpochybňováno. STEMI infarkt je směrován k okamžité katetrizaci, část NSTEMI infarktŮ je však nutné rovněž neodkladně katetrizovat.
Laboratorní diagnostika se opírá o hladiny a dynamiku troponinů – biochemických ukazatelů porušení buněk srdeční svaloviny

## První pomoc
Základem je nepodcenit příznaky (zvláště u pacientů s vysokým rizikem – kouření, životospráva). Při podezření na infarkt se nesmí nemocný jakkoli namáhat (ani fyzicky, ani psychicky; dokonce i chození po bytě může být smrtící).
Postiženému uvolnit těsný oděv, uložit ho do polosedu (postižený nesmí ležet, mohlo by to rychle zhoršit jeho stav) a zajistit přívod čerstvého vzduchu (otevřeme okno, pokud není venku smog atp.), nenechat ho pít tekutiny, které by mohly ovlivnit jeho krevní tlak (káva, alkohol, energetické nápoje).
Zavolat zdravotnickou záchrannou službu a nechat ho rozžvýkat půl tablety acylpyrinu (zastaví zvětšování sraženiny; důležité je, aby postižený nebyl alergický na acylpyrin; riziko je u žaludečních vředů). Je vhodné podat osobní léky postiženého, které obsahují nitroglycerin.
V případě bezvědomí pečlivě kontrolovat, zda postižený stále dýchá. Pokud postižený nedýchá normálně, neodkladně zahájit resuscitaci.

## Léčba
Již v přednemocniční fázi je nutno pacientovi podat kyslík, kyselinu acetylsalicylovou a heparin. V případě potřeby také beta-blokátor, nitrát a léky proti bolesti (nejčastěji fentanyl i.v.). Pacientovi je provedeno vyšetření EKG a odebrána krev na stanovení ukazatelů myokardiální nekrózy (troponin, CK-MB mass). Každý pacient se STEMI nebo s NSTEMI s vysokým rizikem by měl být ihned indikován do PCI centra k provedení p-PCI (primární perkutánní koronární intervence; koronarografie a dle potřeby koronární angioplastika – dilatace zúžené části věnčité tepny a implantace intrakoronárního stentu). Trombolýza je pro svou menší účinnost ve srovnání s p-PCI dnes v ČR používána jen výjimečně. Další léčebnou modalitou může být vytvoření aortokoronárního bypassu na specializovaném kardiochirurgickém pracovišti. Pacient s NSTEMI se středním rizikem by měl PCI podstoupit do 72 hodin.

### Lokalizace

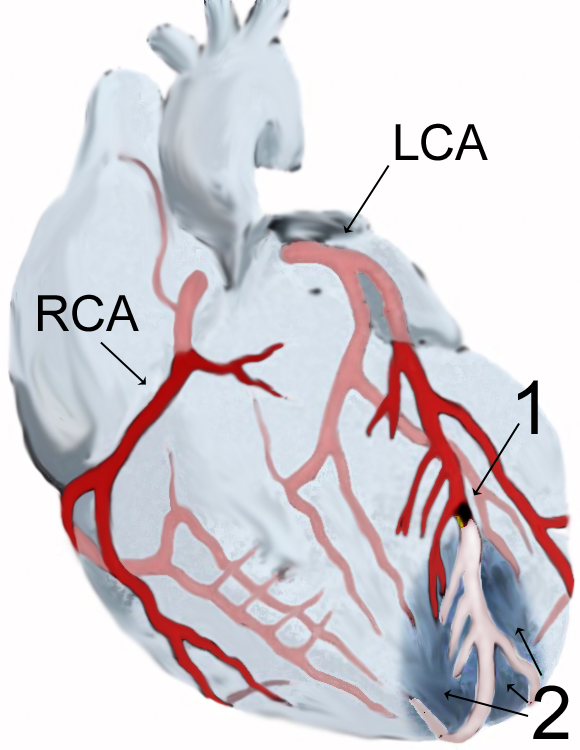
Ucpaná tepna (1) Poškozený okrsek srdečního svalu (2) Pravá koronární tepna (RCA) Levá koronární tepna (LCA)

Pro potřeby katetrizační léčby se rozlišují lokalizace infarktu – poškození svalu je charakteristické pro ucpání jednotlivých srdečních tepen:
- Zadní infarkt myokardu – postihuje zadní stěnu srdečního svalu
- Přední infarkt myokardu – postihuje přední stěnu srdečního svalu
- Spodní infarkt myokardu – postihuje spodní stěnu srdečního svalu

Někdy se také mohou vyskytovat kombinace těchto lokalizací, jako je například: předozadní infarkt myokardu

## Následky
- aneurysma (výduť) vazivové jizvy
- trvalé poškození srdečního svalu – zhoršení funkční kapacity srdce
- případně i smrt